# Рік ДіП'єтро
Рік ДіП'єтро (англ. Rick DiPietro; 19 вересня 1981, м. Вінтроп, США) — американський хокеїст, воротар, згодом тренер.
Виступав за Бостонський університет (NCAA), «Нью-Йорк Айлендерс», «Чикаго Вулвз» (ІХЛ), «Бридж-Порт Саунд-Тайгерс» (АХЛ), «Рісерзее», «Шарлотт Чекерс».
В чемпіонатах НХЛ — 311 матчів, у турнірах Кубка Стенлі — 10 матчів.
У складі національної збірної США учасник зимових Олімпійських ігор 2006 (4 матчі), учасник чемпіонатів світу 2001 і 2005 (7 матчів), учасник Кубка світу 2004 (1 матч). У складі молодіжної збірної США учасник чемпіонатів світу 2000 і 2001. У складі юніорської збірної США учасник чемпіонату світу 1999.
Досягнення
- Учасник матчу всіх зірок НХЛ (2008).